# Drosera tentaculata
Drosera tentaculata là một loài thực vật ăn thịt thuộc chi Gọng vó trong họ Gọng vó. Đây là loài bản địa Brasil. Chúng đặc hữu Brasil và phân bố ở cánh đồng "rupestre" ở cao nguyên "Cadeia do Espinhaço" ở Bahia và Minas Gerais.